# Manuel Joaquim Fernandes de Barros
Manuel Joaquim Fernandes de Barros (Penedo, 17 de março de 1802 — Bahia, 2 de outubro de 1840) foi um médico e político brasileiro.
Foi presidente da província de Sergipe, de 6 de dezembro de 1835 a 9 de março de 1836.
Doutor em medicina pela universidade de Estrasburgo, com a tese De Factionde vair sur l´homme, defendida em 28 de agosto de 1825, e também doutor em ciências físicas pela faculdade de Paris, com a tese Dissertation sur la météorologie, defendida em 12 de fevereiro de 1827.